# Cellulaire geneeskunde
Cellulaire geneeskunde is een alternatieve geneeswijze. De bedenker van deze geneeswijze, dr. Matthias Rath, beweert dat het een natuurlijk alternatief vormt voor de chemotherapie. Chemotherapie wordt door Rath als nutteloos en zelfs dodelijk gezien. De grondslag voor de cellulaire geneeskunde is het idee dat alle kankercellen uitzaaiingen in het weefsel kunnen vormen door middel van de productie van enzymen. Bepaalde vitaminen en mineralen zouden in staat zijn de productie van deze enzymen af te remmen en daardoor de uitzaaiing van kankercellen tegen kunnen houden.
Volgens tegenstanders kan de cellulaire geneeskunde als gevaarlijk beschouwd worden, omdat Matthias Rath beweert dat hij alle vormen van kanker, zelfs in de meest vergevorderde stadia, kan genezen met behulp van zijn speciale voedingssupplementen. Ook het krijgen van aids na een besmetting met het hiv zou tegengehouden kunnen worden.
In tegenstelling tot wat Rath beweert, is nooit wetenschappelijk bewezen dat zijn behandelmethode werkt. Patiënten die zich tot hem en zijn bedrijf wenden, zullen veel geld betalen voor de voedingssupplementen en zullen mogelijk ook afzien van erkende, reguliere behandelingen voor hun ziekte.